# Miloš Saxl
Miloš Saxl (11. května 1921 Železný Brod – 1. srpna 1992 Roudnice nad Labem) byl český výtvarný teoretik, malíř, grafik, historik umění, scénograf a galerista. V letech 1958–1981 stál v čele Galerie moderního umění v Roudnici nad Labem.

## Život
Po maturitě na čáslavském gymnáziu byl během druhé světové války pracovně nasazen v Drážďanech. Po znovuotevření vysokých škol se přihlásil ke studiu dějin umění a estetiky na Filozofické fakultě Univerzity Karlovy, kde navštěvoval přednášky Antonína Matějčka, Jana Květa, Jana Mukařovského, Jaromíra Pečírky nebo Františka Kovárny. Silně jej potom ovlivnili především Josef Zvěřina a Růžena Vacková. Přímo v oboru malířství se potom vzdělával soukromě u Karla Lišky a Antonína Pospíšila. Ze školy byl po uchopení moci komunisty vyhozen.
V roce 1958 se stal ředitelem Městské galerie v Roudnici nad Labem, která již tehdy čítala vedle daru Augusta Švagrovského i dary mnoha dalších mecenášů (např. Zdeňky Kalašové). Prostory galerie, od roku 1955 sídlící ve čtyřech místnostech Místního národního výboru, však nepostačovaly na vystavení celého fondu.
Zásluhou architekta Pavla Mošťáka získala galerie prostory bývalé lobkowiczské zámecké jízdárny, navržené italským barokním architektem Antonio della Portou. Ve spolupráci se Saxlem navrhl její přeměnu pro galerijní účely a po čtyřech letech se v červnu 1965 za účasti Čestmíra Císaře konalo její slavnostní otevření. Galerie tak mohla naplno rozvinout svoji práci.
Studiem dokumentů se seznámil s historií města a jeho uměleckými památkami a zajistil katalogizaci a dokumentaci všech dosavadních děl. Galerie pod jeho vedením převzala od roku 1965 (od pátého ročníku) Kulturní měsíčník, který vydávala až do roku 1980 a do něhož sám hojně přispíval. V měsíčníku se čtenář mohl potkávat se seriály Současná instalace roudnické galerie, Malířské tradice v Roudnici nad Labem, Urbanistický a architektonický rozvoj města a získal zde i informace o právě probíhajících výstavách.
Miloš Saxl zanechal v historii galerie výraznou stopu a učinil ji vyhledávanou nejen mezi odbornou, ale i širokou veřejností. V akvizicích získal cenná díla meziválečného období i aktuálních šedesátých let. Přes sto původních výstav uspořádaných v jeho období doprovázely přednášky, koncertní a literární programy nebo třeba procházky po městě. Mezi zvanými umělci se objevili Karel Höger, Radovan Lukavský, Josef Páleníček, Milan Moravec, Talichovo kvarteto aj. S malířem Václavem Boštíkem uspořádal v roce 1970 1. mezinárodní malířské sympozium, kterého se zúčastnili čeští malíři Otakar Slavík, Miloš Ševčík, Karel Zlín, Bohdan Kopecký a Václav Boštík, Poláci Marian Bogusz a Stanisław Fiałkowski, Maďar Endre Bálint, Francouz Jacques Busse, Ital Lorenzo Taiuti a Jugoslávci Gradimir Petrović a Branko Miljuš. Zásluhou postupující normalizace se další ročníky již neuskutečnily a provoz galerie byl i jinak ještě mnohokrát ohrožen. Pravidelná setkání pořádal Saxl s mládeží. V okruhu tzv. „zahrádky“ probíhaly živé diskuze, které ovlivnily mnoho budoucích umělců i teoretiků umění (Lenka Bydžovská, Jan Royt).
Ředitelem galerie zůstal až do svého odchodu do důchodu v roce 1981, kdy se opět začal více věnovat malířství.
Je pohřben na Městském hřbitově v Čáslavi.

## Dílo
- Litoměřicko v kulturních památkách. ONV Litoměřice s. d.
- Soupisy sbírek museí a galerií Ústeckého kraje 2: Městská galerie Augusta Švagrovského v Roudnici nad Labem. Malířství. Sochařství. Grafika. Ústí nad Labem, Krajské středisko státní památkové péče a ochrany přírody 1959.
- Roudnice nad Labem: Uměleckohistorické zajímavosti města a okolí. GMU v Roudnici nad Labem, Roudnice nad Labem 1969.
- Katalogy výstav.
- Stati, články a zprávy v časopise Kulturní měsíčník.
- Stati v časopise Dialog.